# Jocy de Oliveira
Jocy de Oliveira (* 11. April 1936 in Curitiba) ist eine brasilianische Pianistin und Komponistin.
De Oliveira studierte in São Paulo bei José Klías, in Paris bei Marguerite Long und an der Universität von St. Louis, Missouri. Sie wirkt als Interpretin überwiegend von Musik des 20. Jahrhunderts in Amerika und auch Europa. Komponisten wie Iannis Xenakis, Luciano Berio und Cláudio Santoro schrieben Werke für sie, sie nahm die Hauptwerke von Olivier Messiaen auf und wirkte in Konzerten mit John Cage und Lukas Foss zusammen. Auf mehr als zwanzig CDs spielte sie neben den Werken Messiaens vorrangig eigene Kompositionen ein.
De Oliveira gilt als die bedeutendste zeitgenössische Komponistin Brasiliens. Im Vordergrund ihres Schaffens stehen elektronische multimediale Werke, darunter mehrere Opern und Bühnenwerke sowie Videoprojekte. Daneben trat sie auch als Buchautorin hervor. Sie war mit dem Komponisten Eleazar de Carvalho verheiratet.

## Werke
- Polinterações I und II (1970)
- Música no espaço, planetarium event (1982/83)
- Fata Morgana (1987)
- Liturgia do Espaço (1988)
- Inori à Prostituta Sagrada (1993)
- Illud Tempus (1994)
- Canto e Raga (1995)
- Cenas de una Trilogia (1999)
- As Malibrans (1999/2000)
- Medea, Profecia e Balada (2003)
- Kseni- A Estrangeira (2003/2005)

## Publikationen
- O 3º Mundo (São Paulo, 1959)
- Apague meu spot light (São Paulo, 1961)
- Dias e Caminhos seus Mapas e Partituras (1983)
- Inori – a prostituta sagrada (2003)